# ۹۸۶ (قمری)
۹۸۶ (قمری)، نهصد و هشتاد و ششمین سال در گاهشماری هجری قمری است. اول محرم این سال برابر با بیستم مارس سال ۱۵۷۸ میلادی است.

## وابسته
- سعدیان
- پری خان خانم